# Climax (Míchigan)
Climax es una villa ubicada en el condado de Kalamazoo en el estado estadounidense de Míchigan. En el Censo de 2010 tenía una población de 767 habitantes y una densidad poblacional de 280,7 personas por km².

## Geografía
Climax se encuentra ubicada en las coordenadas 42°14′18″N 85°20′10″O / 42.23833, -85.33611. Según la Oficina del Censo de los Estados Unidos, Climax tiene una superficie total de 2.73 km², de la cual 2.73 km² corresponden a tierra firme y (0%) 0 km² es agua.

## Demografía
Según el censo de 2010, había 767 personas residiendo en Climax. La densidad de población era de 280,7 hab./km². De los 767 habitantes, Climax estaba compuesto por el 98.31% blancos, el 0.52% eran afroamericanos, el 0% eran amerindios, el 0.13% eran asiáticos, el 0% eran isleños del Pacífico, el 0.26% eran de otras razas y el 0.78% pertenecían a dos o más razas. Del total de la población el 1.96% eran hispanos o latinos de cualquier raza.